# ラビン共和国

ラビン共和国
Labinska Republika（クロアチア語）
Repubblica di Albona（イタリア語）

ラビン共和国 (ロシア語:Лабинская республика) とは1921年3月2日から4月8日までクロアチアのラビンに存在した鉱山自治体である。
鉱業委員会委員長はジョヴァンニ・ピッパン。